# Śnieżka i fantastyczna siódemka
Śnieżka i fantastyczna siódemka (ang. Red Shoes and the Seven Dwarfs, kor. 레드슈즈, Redeu Syujeu) – południowokoreański, anglojęzyczny film animowany z 2019 roku. Film jest animacją komputerową swobodnie nawiązującą do Królewny Śnieżki braci Grimm, Czerwonych trzewiczków Andersena i innych baśni. 

## Treść
Śnieżka jest nietypową księżniczką - zamiast urody ma tężyznę fizyczną... i nadmiar tłuszczu. Dziewczyna kradnie jednak swej złej macosze magiczne pantofelki, które przemieniają ją w piękność. Zmuszona do ucieczki, trafia na grupę siedmiu krasnoludków. W rzeczywistości każdy z nich jest księciem, który w wyniku klątwy stał się karłem. Chcąc odzyskać dawną postać przystojnego młodzieńca, krasnal musi zostać pocałowany przez najpiękniejszą kobietę na świecie. Krasnale zaczynają zatem zabiegać o względy pięknej księżniczki, lecz ta nieskora jest do całusów. Wkrótce muszą stawić czoła sługom królowej, która chce koniecznie odzyskać swą własność.

## Obsada głosowa
- Chloë Grace Moretz - Śnieżka
- Sam Claflin - Merlin
- Gina Gershon - Regina
- Patrick Warburton - Magiczne Lustro
- Jim Rash - baron Frajer
- Simon Kassianides - Arthur
- Frederik Hamel - Jack